# Albrecht Konrad
Albrecht Konrad (* 1949 in Bielefeld) ist ein deutscher Filmarchitekt. Seit den 1980er Jahren hat er an über 40 Film- und Fernsehproduktionen mitgewirkt.

## Karriere
Albrecht Konrad begann seine Karriere Anfang der 1980er Jahre mit der Ausstattung der Regiearbeiten Monica Teubers (Primel macht ihr Haus verrückt und Karriere, beide 1979/80) und Stelvio Massis Thriller Der Mann, der Venedig hieß (1980), mit Maurizio Merli und Jutta Speidel in den Hauptrollen. Daraufhin folgten regelmäßig Aufträge für deutsche Film- und Fernsehproduktionen, für die er überwiegend als Szenenbildner und Artdirector, teilweise auch als Requisiteur tätig war. Dazu zählten zu Anfang Folgen für den Tatort (1983) und die Serie Hafenkante (1987) sowie die Filmkomödien Didi auf vollen Touren (1986), Otto – Der neue Film (1987), Otto – Der Außerfriesische (1989) oder Manta – Der Film (1991). Eine langjährige Zusammenarbeit verbindet Albrecht Konrad mit Helmut Dietl (Kir Royal, Rossini, Late Show, Vom Suchen und Finden der Liebe), Max Färberböck (Aimée & Jaguar, Jenseits) und Dror Zahavi (Die Luftbrücke, Der geheimnisvolle Schatz von Troja, Mein Leben – Marcel Reich-Ranicki). Auch schuf er die Bauten zu Wim Wenders’ preisgekröntes Drama In weiter Ferne, so nah! (1993) oder Uli Edels Heldenepos Die Nibelungen (2004).
Ersten internationalen Erfolg erntete Albrecht Konrad für seine Kulissen zu Christian Duguays Fernsehmehrteiler Hitler – Aufstieg des Bösen (2003), was ihm den Emmy sowie eine Nominierung für den Preis der amerikanischen Art Directors Guild einbrachte. Sein bisher größter Erfolg war das Szenenbild zu Roman Polańskis Thriller Der Ghostwriter (2010), der in den Babelsberger Filmstudios in Potsdam sowie auf den deutschen Inseln Usedom und Sylt und auf der dänischen Insel Rømø abgedreht wurde. Für die Verfilmung von Robert Harris’ gleichnamigen Roman gewann er den Europäischen Filmpreis und eine César-Nominierung.
Albrecht Konrad lebt in Berlin.

## Filmografie (Auswahl)
- 1980: Der Mann, der Venedig hieß (Poliziotto solitudine e rabbia)
- 1981: Kenn’ ich, weiß ich, war ich schon!
- 1981: Im Regen nach Amerika
- 1985: Gotcha! – Ein irrer Trip (Gotcha!)
- 1986: Kir Royal (Fernsehserie)
- 1986: Didi auf vollen Touren
- 1987: Hafendetektiv (Fernsehserie)
- 1987: Otto – Der neue Film
- 1988: Der Passagier – Welcome to Germany
- 1989: The Saint: Wrong Number (Fernsehfilm)
- 1989: Otto – Der Außerfriesische
- 1990: Codename: Gorilla (Le gorille) (Fernsehserie)
- 1991: Manta – Der Film
- 1993: In weiter Ferne, so nah!
- 1993: Justiz
- 1995: Eine Frau wird gejagt (Fernsehfilm)
- 1996: Der kalte Finger
- 1997: Rossini – oder die mörderische Frage, wer mit wem schlief
- 1998: The Mall – Flutkatastrophe im Shopping-Center (Terror in the Mall)
- 1999: Die hohe  Kunst des  Seitensprungs (Fernsehfilm)
- 1999: Aimée & Jaguar
- 1999: Late Show
- 2001: Jenseits (Fernsehfilm)
- 2001: Emil und die Detektive
- 2001: Was tun, wenn’s brennt?
- 2002: Halbtot – Half Past Dead (Half Past Dead)
- 2004: Die Nibelungen (Ring of the Nibelungs, Fernsehfilm)
- 2005: Vom Suchen und Finden der Liebe
- 2005: Die Luftbrücke – Nur der Himmel war frei (Fernsehfilm)
- 2007: Die drei ??? – Das Geheimnis der Geisterinsel
- 2007: Der geheimnisvolle Schatz von Troja (Fernsehfilm)
- 2009: Mein Leben – Marcel Reich-Ranicki (Fernsehfilm)
- 2010: Der Ghostwriter (The Ghost Writer)
- 2011: Das Schwein von Gaza (When Pigs Have Wings)
- 2012: Zettl
- 2013: Miserere (La marque des anges – Miserere)
- 2015: L’origine de la violence
- 2015: Fassbinder (Dokumentation)
- 2016: Die Dasslers (Fernsehfilm)
- 2018: Gladbeck (Fernsehfilm)

## Auszeichnungen
- 2003: Emmy in der Kategorie Bestes Szenenbild – Miniserie, Film oder Special (Hitler – Aufstieg des Bösen, erster Teil)
- 2004: Nominierung für den Excellence in Production Design Award der Art Directors Guild in der Kategorie Fernsehfilm oder Miniserie (Hitler – Aufstieg des Bösen)
- 2007: Deutscher-Fernsehpreis-Nominierung in der Kategorie „Beste Ausstattung“ („Der geheimnisvolle Schatz von Troja“)[2]
- 2010: Europäischer Filmpreis in der Kategorie Bestes Szenenbild (Der Ghostwriter)
- 2011: César-Nominierung in der Kategorie Bestes Szenenbild (Der Ghostwriter)